# TVC (Aracaju)
TVC é uma emissora de televisão brasileira com sede em Aracaju, capital do estado de Sergipe, mas concessionada no município de Barra dos Coqueiros. Opera no canal virtual 7.1 (14 UHF digital) e é afiliada a TV Cultura. A concessão pertence a Fundação Ecológica Natureza e Vida, operado em parceria com a Liberdade FM de Aracaju.

## História
O canal analógico 14 UHF de Barra dos Coqueiros havia sido ocupado anteriormente pela Rede Gênesis desde novembro de 2016.[carece de fontes?] Em janeiro de 2019, foi criada a TV Liberdade, utilizando o canal digital 14, substituindo a Rede Gênesis, mas ainda transmitindo sua programação de rede junto a programação local no canal virtual 5.1.
Em janeiro de 2021 foi fundada a TVC por meio da concessão pertencente a Fundação Ecológica Natureza e Vida, operando no canal virtual 7.1, após a TV Liberdade ter desocupado a numeração. Sua programação é composta pelo programa Liberdade Mais, transmitido em simulcast com a Liberdade FM (100,7 MHz) de Aracaju, e a programação da TV Cultura de São Paulo.
Atualmente a TV Liberdade pode ser sitonizada pelo canal digital 32 (3.1 virtual) outorgado à Fundação Brasil Ecoar, programadora da TV Baiana de Salvador.

## Sinal digital
| Canal virtual | Canal digital | Resolução de Tela | Programação                               |
| ------------- | ------------- | ----------------- | ----------------------------------------- |
| 7.1           | 14 UHF        | 1080i             | Programação principal da TVC / TV Cultura |

## Programas
- Liberdade Mais: De segunda a sexta (das 7h00 às 10h00 da manhã)